# 韦利·莱赫泰莱
韦利·莱赫泰莱（芬蘭語：Veli Lehtelä，1935年9月6日—2020年6月3日），芬兰男子赛艇运动员。他曾代表芬兰参加1956年、1960年和1964年夏季奥林匹克运动会赛艇比赛，获得一枚铜牌。